# Michael Hacke
Michael (Mikael, Michel, Mickel) Hacke (Hack), född början av 1620-talet, död 27 juli 1673 i Skänninge i Östergötlands län, var en svensk stenhuggare, bildhuggare och dopfuntsmästare. Han arbetade även med trä.
Michael Hacke var son till myntmästaren Mikael Hack och Maria Witte och var gift med stenhuggardottern Mona Goldtsmidt. Mellan 1660 och 1666 bodde Michael Hacke i kvarteret Bro i Skänninge. De hade 1660 drängen Jon och 1664 pigan Sara.
Michael Hacke blev 1644 lärling i bildhuggarverkstaden hos Gert Blume och Johan Blume. Han blev mästare 1650 och arbetade först i Stockholm. Vid faderns död flyttade han till Skänninge, där han startade en stenhuggarverkstad och arbetade som dopfuntsmästare mellan 1658 och 1673. Hacke avled på aftonen den 27 juli 1673 i Skänninge och begravdes i Vårfrukyrkans kor i Skänninge.
Michael Hacke var bror till Gabriel Hacke, som var borgmästare i Skänninge 1659–1680.

## Signatur
Michael Hacke signerade sina verk med hela sitt namn eller bara initialerna. Under ett par tillfällen år 1668 har han skrivit sina initialer i varandra som ett monogram.

## Verk från Hackes verkstad

### Dopfuntar
Dopfuntarna har en stram form och är tillverkade i renässanskaraktär: Cuppan är åttakantig som sitter på ett smalt fyrsidigt skaft som smalnar av nedåt. På sidorna finns ornament av växter och djur med låg relief. På de upphöja partierna är färgen röd och polerad. Den är vit på de skrafferade och svagt nedsänkta bottnarna. De buktande växtrankorna som tyngs av en stor blomma och de svällande frukterna har släktskap med måleriet på 1600-talet i Nederländerna. Det finns bland annat på dopfuntarna i Väderstads kyrka (1660), Västerlösa kyrka (1659) och Västra Tollstads kyrka (1664).
Motiven på dopfuntarna är mytologiska och avbildar naturväsen från den grekiska sagovärlden. I dekoren på dopfuntarna ingår talrika djurmotiv, t.ex lejon, leopard, hund, kanin, ko, get, älg, örn, papegoja, fasan o.s.v. De har en stilig linjerytm och en ganska stor naturtrohet. Det ingår även människoliknande motiv på dekoren som t.ex. änglar, nymfer och satyrer. Ett par av männen återkommer på dopfuntarna som t.ex den knästående mannen med en kikare/vapen, den andra i rörelse med fat i händerna. Alla dessa motiv är tecknade efter schablon. Ibland kan man finna de fyra evangeliesymbolerna på t.ex. dopfuntarna i Appuna kyrka, Asks kyrka och Vinnerstads kyrka, men ofta var de utbytta mot en nymf eller satyr.
I Vadstena fanns stenhuggaren Jan Silfverling som kopierade de här dopfuntarna från ca 1660 till in på 1700-talet.
| År        | Verk    | Bild | Plats                               | Övrigt                                                                  |
| --------- | ------- | ---- | ----------------------------------- | ----------------------------------------------------------------------- |
| 1658      | Dopfunt |      | Bjälbo kyrka, Östergötland          |                                                                         |
| 1658      | Dopfunt |      | Sya kyrka, Östergötland             | Tillverkad den 1 december. Inskrift: "1658 FECIT MICH HACKE 1 DECEM".   |
| 1659      | Dopfunt |      | Västerlösa kyrka, Östergötland      | Inskrift: "1659 M:H".                                                   |
| 1659      | Dopfunt |      | Viby kyrka, Östergötland            |                                                                         |
| 1659-1660 | Dopfunt |      | Veta kyrka, Östergötland            |                                                                         |
| 1660      | Dopfunt |      | Harstad kyrka, Östergötland         | Tillverkad 9 januari. Kostade 30 daler.                                 |
| 1660      | Dopfunt |      | Väderstads kyrka, Östergötland      | Tillverkad 2 januari. Kostade 30 daler.                                 |
| 1660      | Dopfunt |      | Hogstads kyrka, Östergötland        | Tillverkad 15 februari. Inskrift: "ANNO 1660. 15 FEBRUARI M.H.".        |
| 1660      | Dopfunt |      | Högby kyrka, Östergötland           | Tillverkad 24 mars. Står nu i Skänninge rådhus.                         |
| 1660      | Dopfunt |      | Västra Skrukeby kyrka, Östergötland | Står numera i Högby kyrka, Östergötland                                 |
| 1660      | Dopfunt |      | Appuna kyrka, Östergötland          | Kostade 24 daler.                                                       |
| 1661      | Dopfunt |      | Heda kyrka, Östergötland            | Kostade 22 daler. Endast skålen är bevarad. Inskrift: "ANNO 1661 M.H.". |
| 1661      | Dopfunt |      | Röks kyrka, Östergötland            |                                                                         |
| 1661      | Dopfunt |      | Bankekinds kyrka, Östergötland      |                                                                         |
| 1663      | Dopfunt |      | Strå kyrka, Östergötland,           |                                                                         |
| 1663      | Dopfunt |      | Västra Stenby kyrka, Östergötland   |                                                                         |
| 1664      | Dopfunt |      | Västra Tollstads kyrka              |                                                                         |
| ?         | Dopfunt |      | Asks kyrka, Östergötland            | Eventuellt tillverkad av Jan Silfverling                                |
| ?         | Dopfunt |      | Svanshals kyrka, Östergötland       |                                                                         |
| ?         | Dopfunt |      | Varvs kyrka, Östergötland           |                                                                         |

Osignerade dopfuntar: fjorton i Östergötland, ca fem i Småland, en i Närke, Västmanland och Södermanland.

### Gravstenar
Hacke har tillverkat minst fyra gravstenar.
| År   | Verk                                         | Plats                            | Övrigt |
| ---- | -------------------------------------------- | -------------------------------- | --- |
|      | Gravsten                                     | Vårfrukyrkan, Skänninge          | Signatur: "MH (monogram)".                                                                                      |
| 1664 | Gravsten över kyrkoherden Johannes Fallerius | Rogslösa kyrka, Östergötland     | Signatur: "M.H. Fecit". På gravstenens hörn finns evangeliesymbolerna föreställande: ängel, lejon, oxe och örn. |
| 1668 | Gravsten över kyrkoherde Phallenii hustru    | Vårfrukyrkan, Skänninge          | Signatur: "MH (monogram) 1668 F".                                                                               |
| 1669 | Gravsten över Jöns Svensson Kiällbeck        | Vapenhus i Brahekyrkan, Visingsö | Signatur: "1669 M.H. Fecit". Kiällbeck avled först 1693. En broder som avled 1668 nämns på samma sten.          |

### Epitafier
Den svällande men behärskande kraft som utmärker epitafier är karakteristisk för många av Hackes verk. Han har tillverkat minst tre epitafier.
| År   | Verk                                            | Plats                        | Övrigt |
| ---- | ----------------------------------------------- | ---------------------------- | --- |
| 1649 | Epitafium över magistern Erik Malmogius         | Riddarholmskyrkan, Stockholm | Tillverkad av kalksten. Inskrift: "M. H. I. FECIT". I mitten finns en oval och välvd inskrift. och en bred rundbåge över det. På sidorna finns broskornament och rundkindade änglahuvuden.      |
| 1662 | Epitafium över byggmästaren Hindrich Gottwald   | Kristine kyrka, Jönköping    | Signatur: "M.H. fecit 1662". |
| 1663 | Epitafium över befallningsmannen Magnus Jönsson | Vårfrukyrkan, Skänninge      | Signatur: "MICHAEL HACKE FECIT ET INVENTOR". Magnus Jönsson var gift med en syster till Hacke. De beställde epitafiet i god tid före sin bortgång. Det sattes upp 1663 och de avled först 1687. |

## Övriga verk
- Mästerstyckritningar med kolonnordning från 1640-talet. Signerad: "Michael Hack Iunior Anno 164..".

## Familj
- Barn
  - Michael, döpt 26 september 1657 i Skänninge.
  - Johan, döpt 29 juni 1662 i Skänninge.
  - Maria Catrina, döpt 19 april 1665 i Skänninge.